# Francisco Pérez Salazar y de Haro
Francisco Pérez Salazar y de Haro fue un abogado, historiador, poeta y coleccionista poblano, nacido el 5 de diciembre de 1888 en la ciudad de Puebla y muerto el 10 de noviembre de 1941. Descendiente de una rancia familia poblana, dedicó a su ciudad natal estudios en los temas de historia y arte. Su acervo literario lo acreditaron como miembro de la Academia de la Historia —ocupó el sillón 2 desde 1931—, de la Real Academia de Ciencias y Artes Gaditana y de la Sociedad Científica Antonio Alzate. Vivió parte de su vida en la histórica Casa del Deán.

## Formación
Fue hijo de Francisco Pérez Salazar y Osorio nacido en 1856, quien fue alguna vez candidato del Partido Católico para la gobernatura de Puebla y Presidente de las Conferencias de San Vicente de Paul, y de Asunción de Haro y Ovando (hija de Antonio de Haro y Tamariz), los dos miembros de antiguas e influyentes familias poblanas. Estudió sus primeras letras en el Colegio angelopolitano del Sagrado Corazón de Jesús, de los Padres Jesuitas y se tituló de abogado por el Colegio del estado el 17 de junio de 1913.
Ejerció su profesión en su ciudad natal a la que sirvió también de Regidor del Ayuntamiento por espacio de un año. Se desposó de Amalia Solana el 3 de septiembre de 1915 para después pasar a vivir a la Ciudad de México donde trabajó para el afamado bufete del licenciado Rabasa al tiempo que enseñaba Derecho Civil en la Libre de Derecho y Literatura en colegios particulares.

## Obra
Es en la Ciudad de México cuando comienza a escribir sus monografías y estudios con material bibliográfico que ya había acumulado antes. Poco a poco fue introduciéndose a los círculos intelectuales en los que llegó a destacar.
Sobre las Artes e Historia de Puebla Pérez Salazar escribió entre otros libros:
- La pintura en Puebla en la época Colonial (1923)
- Fundación de la Ciudad de Puebla (1928)
- El Grabado en la Ciudad de Puebla de los Ángeles (1933)
- Los impresos de Puebla en la época colonial (1939)

Los que no se refieren a Puebla escribió:
- El Primer Marqués de Sierra Nevada (1923)
- Biografía de Don Pascual Almanza (1923)
- Biografía de Don Carlos de Sigüenza y Góngora (1928)
- Los Concursos Literarios de la Nueva España (1940)
- Datos sobre la pintura, talla y orfebrería de Ntra. Señora de Ocotlán (1941)
- Una familia de impresores del siglo XVII

## Colección Pérez Salazar
Pérez Salazar no ha de ser considerado solo un historiador, pues se dedicó con ahínco a reunir una variedad de objetos como muebles, timbres, libros, grabados, monedas, medallas religiosas, pintura, talavera, arte popular y fotografía siempre pensando en lo mexicano, en especial destaca una colección de fotografías del tipo carte-de-visite que son una muestra de las costumbres del siglo XIX, entre ellas algunas de inapreciable valor histórico como la comisión mexicana que ofreció la Corona al archiduque Fernando Maximiliano en Miramar, otra del escritor guerrerense Ignacio Manuel Altamirano y otra de "Chucho el Roto", célebre delincuente en la que en su anverso trae anotada la frase "notable ladrón".